# Fair Game (film, 1986)
Pour les articles homonymes, voir Fair Game.
Pour plus de détails, voir Fiche technique et Distribution.
Fair Game est un film australien, sorti en 1986.

## Synopsis
Une femme menacée par des chasseurs de kangourous décide de les traquer.

## Fiche technique
- Titre : Fair Game
- Réalisation : Mario Andreacchio
- Scénario : Rob George
- Pays d'origine : Australie
- Genre : action, thriller
- Date de sortie : 1986

## Distribution
- Cassandra Delaney : Jessica
- Peter Ford : Sunny
- David Sandford : Ringo
- Garry Who : Sparks
- Don Barker : Frank
- Carmel Young : Moira
- Adrian Shirley : Victor
- Wayne Anthony : Derek